# Det Humanistiske Fakultet (Syddansk Universitet)
 For alternative betydninger, se Det Humanistiske Fakultet. (Se også artikler, som begynder med Det Humanistiske Fakultet)
Det Humanistiske Fakultet er et af fem fakulteter på Syddansk Universitet og har som opgave at uddanne og forske indenfor humaniora.
Fakultetet er placeret på campus i Odense, består af to institutter og over 20 centre og tilbyder 46 videregående uddannelser. Der uddannes mere end 1500 studerende om året fra SDU HUM. Fakultet har godt 350 fastansatte på de to institutter samt en række deltidsansatte og mere end 4.000 studerende pr. 2023
Fakultetets dekan er Simon Møberg Torp, Lars Grassmé Binderup er prodekan, og under disse sidder to institutledere samt en administration.

## Institutter
- Institut for Design, Medier og Uddannelsesvidenskab
- Institut for Kultur- og Sprogvidenskaber

## Centre
- Centre for Multimodal Communication
- Center for Social Praksis og Kognition: SoPraCon
- Center for Amerikanske Studier
- Centre for Computational & Organisational Cognition (CORG)
- Center for Culture and Technology
- Center for Design- og Produktionshistorie
- Center for Grundskoleforskning
  - Samarbejde mellem Det Sundhedsvidenskabelige Fakultet og Det Humanistiske Fakultet på SDU, Professionshøjskolen Absalon, Professionshøjskolen UC SYD, UCL Erhvervsakademi og Professionshøjskole samt Professionshøjskolen UCN[4]
- Center for Gymnasieforskning
- Centre for Human Interactivity
- Center for Koldkrigsstudier
- Center for Køn og Diversitet
- Center for Learning Computational Thinking
  - Samarbejde mellem Institut for Design, Medier og Uddannelsesvidenskab på Det Humanistiske Fakultet og Institut for Matematik og Datalogi på Det Naturvidenskabelige Fakultet[5]
- Center for Mellemøststudier
- Center for Middelalder- og Renæssancestudier
- Center for organisationspraksis, kommunikation og teknologi
- Center for Sprog og Læring
- Center for Sundshedsfilosofi og Etik
  - Samarbejde mellem Det Humanistiske Fakultet, Det Sundhedsvidenskabelige Fakultet og Odense Universitetshospital (OUH)[6]
- Center for Turisme, Innovation og Kultur
  - Samarbejde mellem Det Humanistiske Fakultet og Det Samfundsvidenskabelige Fakultet[7]
- Dansk Center for Aldringsforskning
  - Dansk Center for Aldringsforskning er et samarbejde mellem forskere fra tre forskningsenheder ved SDU: Epidemiologi, Almen Praksis og Litteraturvidenskab[8]
- Elite Centre for Understanding Human Relationships with the Environment
- SDU Universitetspædagogik
  - SDU Universitetspædagogik (SDUUP) skal i samspil med fakulteterne og relevante enheder medvirke til forbedring af kvaliteten af undervisning, læring og prøveformer, herunder e-læring og digitale eksamener, ved Syddansk Universitet (SDU)[9]
- H.C. Andersen Centret
- The Center for Uses of Literature
- NICE Welfare
- Pontoppidan Centret
- Vores Museum
  - Nationalt forsknings- og udviklingsprogram om innovativ og digital museumsformidling[10]